# Pío de Tristán
Juan Pío de Tristán y Moscoso (Arequipa, 11 luglio 1773 – Lima, 24 agosto 1860) è stato un generale e politico peruviano oltre che viceré del Perù.
Fu ufficiosamente l'ultimo viceré del Perù, rimanendo in carica dal dicembre 1824 al 23 gennaio 1826, senza però esercitare il proprio potere.

## Biografia
Nato in Perù, Tristán y Moscoso si trasferì in Spagna dove combatté i francesi durante la Guerra del Rossiglione (1793-1795). Al suo ritorno in Perù fu nominato alcalde (sindaco) di Arequipa (1808). Fu generale dell'esercito del re in Perù. Nel giugno 1811 prese parte alla battaglia di Guaqui.

### Battaglia di Salta
Dopo la battaglia di Guaqui condusse gli uomini del re nel territorio che oggi fa parte dell'Argentina. Fu sconfitto a Tucumán e Salta d uno dei suoi compagni di Salamanca, il generale ribelle Manuel Belgrano. La battaglia di Salta si svolse il 20 febbraio 1813. Belgrano era stato inviato dal Secondo Triumvirato (degli insorti di Buenos Aires) per attaccare la città situata all'estremità settentrionale del vecchio Vicereame del Río de la Plata. Con questo obbiettivo sconfisse le truppe di Tristán. Fu la prima vittoria militare ottenuta sotto la bandiera argentina.

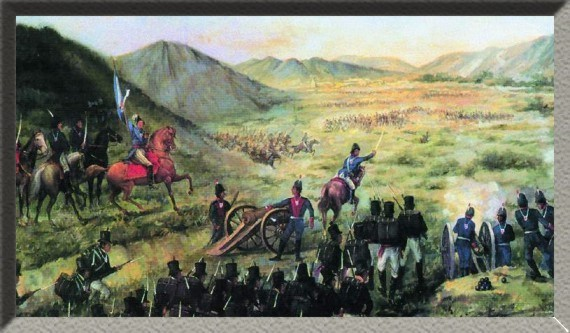
La battaglia di Salta, 1813

Dopo questa sconfitta Tristán firmò una tregua di 40 giorni tornando in Perù. La sconfitta dell'esercito reale a Salta diede ai ribelli il controllo della parte settentrionale del vecchio vicereame, alimentando le rivolte anti-spagnole di Charcas, Potosí e, in seguito, di Cochabamba e dell'Alto Perù (ora Bolivia). Allo scadere della tregua il generale Belgrano inseguì Tristán in Alto Perú, entrando nel territorio di Charcas il 7 maggio 1813. Belgrano fu sconfitto a Vilcapugio il 1º novembre, ed ancora ad Ayohuma il 14 novembre.

### Carriera politica
Nel dicembre 1824, la sconfitta del viceré José de la Serna nella battaglia di Ayacucho pose fine al potere spagnolo in Perù. Tristán era l'ufficiale militare più anziano della colonia, per cui assunse temporaneamente il ruolo di viceré, con l'unico compito di trasferirlo nelle mani dei nazionalisti.
Scelse poi di rimanere in Perù, entrando attivamente nella politica peruviana. Fu prefetto e comandante di Arequipa, ed in seguito ministro peruviano della guerra e della marina. Partecipò alla fondazione della Confederazione Perù-Bolivia assumendo l'incarico di ministro degli esteri. Dal 12 ottobre 1838 al 23 febbraio 1839 fu presidente della Repubblica Sudperuviana, all'interno della Confederazione. Morì a Lima nel 1860.
Fu descritto dalla nipote, Flora Tristan, nel suo libro Pérégrinations d'une paria (1838). Flora Tristán fu anche la nonna del pittore francese Paul Gauguin.